# Eufriesea concava
Eufriesea concava (Friese, 1899) è un'ape della tribù Euglossini.

## Biologia
È l'insetto impollinatore dell'orchidea Peristeria elata.